# Springfield (condado de Walworth)
Springfield es un lugar designado por el censo ubicado en el condado de Walworth en el estado estadounidense de Wisconsin. En el Censo de 2010 tenía una población de 158 habitantes y una densidad poblacional de 90,65 personas por km².

## Geografía
Springfield se encuentra ubicado en las coordenadas 42°38′26″N 88°24′49″O / 42.64056, -88.41361. Según la Oficina del Censo de los Estados Unidos, Springfield tiene una superficie total de 1.74 km², de la cual 1.74 km² corresponden a tierra firme y (0%) 0 km² es agua.

## Demografía
Según el censo de 2010, había 158 personas residiendo en Springfield. La densidad de población era de 90,65 hab./km². De los 158 habitantes, Springfield estaba compuesto por el 97.47% blancos, el 0% eran afroamericanos, el 0% eran amerindios, el 0% eran asiáticos, el 0% eran isleños del Pacífico, el 1.27% eran de otras razas y el 1.27% pertenecían a dos o más razas. Del total de la población el 4.43% eran hispanos o latinos de cualquier raza.